# Karl Humenberger
Karl Humenberger (Vienna, 25 ottobre 1906 – 28 dicembre 1989) è stato un calciatore e allenatore di calcio austriaco.

## Palmarès

### Giocatore
- Campionato austriaco: 2

Admira Vienna: 1933-1934, 1935-1936
- Coppa d'Austria: 1

Admira Vienna: 1933-1934

### Allenatore

#### Competizioni nazionali
- Campionato olandese: 1

Ajax: 1956-1957